# محرك هواء ساخن

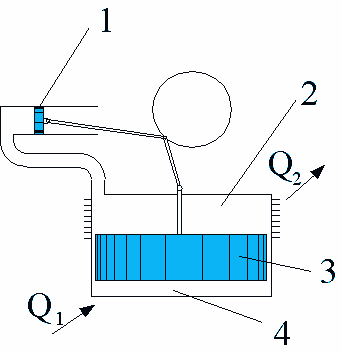
توضيح لفرق درجات الحرارة الصغير لمحرك هواء ساخن 1.مكبس القدرة 2.نهاية الاسطوانة الباردة 3.المحلل 4.النهاية الساخنة للاسطوانة
Q1 تمثل الحرارة المضافة
Q2 تمثل الحرارة المطرودة

محرك الهواء الساخن (سمي قديمًا بمحرك هواء)هو أي محرك حراري يستخدم تمدد وانضغاط الهواء تحت تأثير التغير في درجات الحرارة لتحويل الطاقة الحرارية إلى شغل ميكانيكي، وهذه المحركات من الممكن أن تعمل وفقًا لدورات تحريك حراري مختلفة بما فيها محركات ذات دورات مفتوحة مثل محركات جورج كايلي أو جون ايريكسون أو محركات ذات دورات مغلقة مثل محركات روبرت ستيرلنغ.
وتتميز محركات الهواء الساخن عن محركات الاحتراق الداخلي والمحركات البخارية.
عمليًا، يتم تسخين الهواء وتبريده تكراريًا في اسطوانة، والقوة الناتجة عن التمدد والانضغاط تُستخدم لتحريك مكبس وإنتاج شغل ميكانيكي.

## التعريف

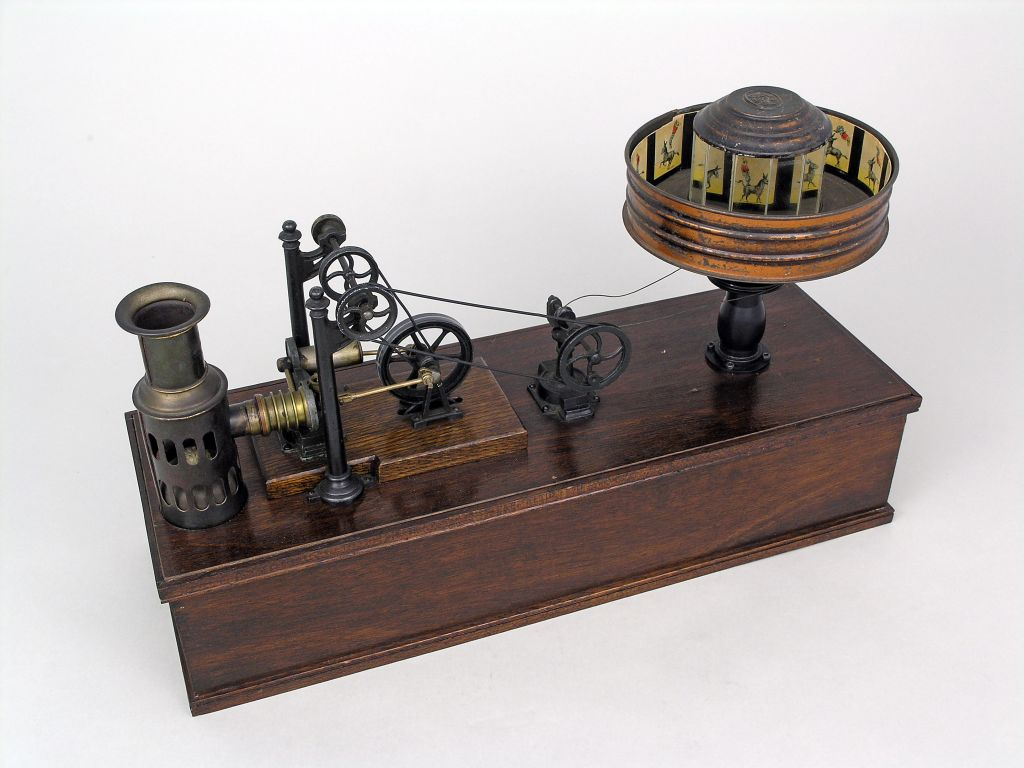
A praxinoscope made by Ernst Plank, of نورنبرغ, Germany, and powered by a miniature hot air engine. It is now in the collection of متحف برمنغهام للعلوم (ثينكتانك).

مصطلح «محرك هواء ساخن» يستثنى منه المحركات التي تعمل على دورات تحريك حراري مثل دورة رانكن والتي يحدث لمائع التشغيل فيها تغير في حالته، ويستثنى أيضًا محركات الاحتراق الداخلي التقليدية والتي تتم فيها إضافة حرارة إلى مائع التشغيل عن طريق احتراق الوقود داخل الاسطوانة. أما محركات الاحتراق المستمر مثل محرك جورج برايتون الجاهز يتم استثناءه من هذه القاعدة.

## تاريخيًا
خاصية التمدد في الهواء الساخن كانت معروفة قديمًا، حيث وصف هيرو السكندري في كتبه بعض الأجهزة التي يعتقد أنها كانت تفتح أبواب المعابد وحدها عند وضع نيران عند المدخل.
ومحركات الهواء الساخن أو ما كان يعرف بمحركات الهواء تم تسجيل اختراعها تقريبًا في عام 1699, في تلك الفترة الزمنية عندما خرجت قوانين الغازات للنور، وتم تسجيل براءات اختراعات مختلفة مثل هينري وود وتوماس ميد ، وبراءة اختراع الأخير كانت تشمل العناصر الأساسية أو المفهوم الأولي لمحرك ستيرلينغ. لكن للأسف لم يكن أي من براءات الاختراعات هذه يشمل محرك فعلي يعمل بينما أول محرك فعلي تمت صناعته كان محرك غازي يعمل بدورة مفتوحة من اختراع المخترع الإنجليزي جورج كايلي عام 1807.
بينما كان محرك روبرت ستيرلنغ في عام 1818 هو أول محرك هواء فعلي ينتج شغل. وهو ما يعرف الآن باسم المجدد، حيث يُخزن الحرارة من الجزء الساخن للمحرك حيث يمرر الهواء للجزء البارد ويحمل الهواء البارد الحرارة معه لينتقل إلى الجزء الساخن مرة أخرى، هذا الاختراع قام بتحسين كفاءة محرك ستيرلينغ.

## دورات التحريك الحراري
دورات التحريك الحراري التي تُستخدم في محركات الهواء تتكون من 4 إجراءات من الممكن أن تكون أي أربعة من الآتي:
- إجراء بثبوت درجة الحرارة (حيث يتم إضافة أو طرد حرارة من المصدر الحراري لكن بثبوت درجة الحرارة في الأثناء)
- إجراء بثبوت الضغط (أي تتم العملية لكن بثبوت ضغط الهواء)
- إجراء بثبوت الحجم (أي تتم العملية لكن بثبوت حجم الهواء)
- إجراء بثبوت العشوائية (الإنتروبيا) (أي لا يتم إضافة حرارة أو طردها من مائع التشغيل في الأثناء)
- إجراء بدون تبادل حراري
- إجراء بثبات المحتوي الحراري

بعض الأمثلة على ذلك:
قالب:جدول دورات تحريك حراري

## انظر ايضًا
- محرك صوتي حراري

## روابط خارجية
- Introduction to Stirling-Cycle Machines
- Pioneers in Air Engine Designs (Select the desired biography)
- Apparatus for the Method of Heat Differentiation Vuilleumier patent